# Sacramento Northern Railway
 (janvier 2022).
Le Sacramento Northern Railway (sigle de l'AAR: SN) était un chemin de fer interurbain électrifié permettant de relier Chico à Sacramento, puis d'atteindre Oakland et San Francisco, grâce à des acquisitions réalisées par le Western Pacific Railroad. L'alimentation électrique de la ligne se faisait soit par une ligne aérienne soit par un troisième rail, mais avec des voltages différents. Le SN fit partie des chemins de fer américains de classe I.

## Les origines
Le Sacramento Northern Railway fut le résultat de la fusion des 2 réseaux suivants en 1928:
- Le Northern Electric Railway, créé le 27 décembre 1904, reliait Sacramento (capitale de l'État de Californie) à Chico au nord, en desservant les villes de la vallée agricole de Sacramento Valley. Il fut renommé Sacramento Northern Railway en 1918. En 1921, le Western Pacific Railroad prit le contrôle de cette compagnie, dont la ligne électrifiée longue de 150 km, fut identifiée sous le nom de Northern Division ou "North End".
- Plus au sud, le Oakland & Antioch Railway, rebaptisé Oakland, Antioch & Eastern Railway, et finalement San Francisco-Sacramento Railroad, reliait Oakland à Sacramento grâce à une ligne électrifiée. En 1928, le SN (North End) fusionna le San Francisco-Sacramento Railroad, et appela cette ligne Southern Division ou "South End". Mais à cause des standards électriques différents (voltages différents, trolley ou troisième rail ...), seules quelques voitures pouvaient circuler d'un bout à l'autre du réseau.

## Son développement
C'était l'un des réseaux inter-urbain à grande vitesse parmi les plus longs des États-Unis, avec une longueur de 298 km entre San Francisco et Chico. De plus, sa fabrication et son exploitation répondaient aux standards les plus élevés. À son extrémité sud, le SN partageait les installations du Key System; au début il utilisait les quais du Key Pier à Oakland, puis en 1939 avec l'achèvement des travaux, il empruntait le San Francisco Oakland Bay Bridge, pour arriver directement dans San Francisco grâce au Transbay Terminal.
Mais les revenus de la compagnie furent touchés par la Grande Dépression et le développement de l'automobile. Malgré le San Francisco Oakland Bay Bridge, le trafic voyageur diminua et fut arrêté en 1941. Un service urbain dans Chico fut maintenu jusqu'en 1947.
L'accroissement du fret en transit sur le SN, permit d'augmenter les profits du WP qui possédait aussi le Tidewater Southern, desservant le sud de Sacramento. Le service marchandise fut particulièrement important durant la Seconde Guerre mondiale.
En 1944, le SN reçu ses premières locomotives diesel, ce qui lança la « desélectrification » du réseau. La traction électrique fut stoppée en 1965. Le SN devint un transporteur mineur de fret au sein du Western Pacific Railroad (WP). Les voies faisant doublons avec celles d'autres compagnies appartenant au WP furent abandonnées. Le SN cessa d'exister lorsque le WP fut racheté par l'UP en 1983. Mais l'UP conserva l'ancienneté des employés du SN/WP.

## Informations techniques

### L'électrification
À cause des interconnexions avec le Key System, les automotrices du SN devaient fonctionner sous plusieurs standards électriques différents. Le North End était électrifié exclusivement en 600 V continu, ce qui était la norme pour les trolleys et les rames interurbaines. L'alimentation électrique se faisait par lignes aériennes en villes, et par troisième rail en campagne. Les véhicules construits pour le North End ne pouvaient fonctionner au sud de Sacramento. Le South End était principalement alimenté en 1 200 V jusqu'en 1936, puis en 1 500 V; des zones en 600 V existaient à Oakland et Sacramento.
Les véhicules devaient utiliser un pantographe au lieu de leurs trolley lorsqu'ils arrivaient sur les voies du Key System (car ce dernier utilisait une alimentation en 600 V), ainsi que sur le Bay Bridge (électrifié en 1 200 V par le Southern Pacific Railroad). Le Key System utilisait un troisième rail sur le Bay Bridge. Les véhicules qui souhaitaient traverser la totalité du réseau, devaient relever leurs patins avant qu'ils ne foulassent le troisième rail spécifique du Key System. La manœuvre avait lieu à Sacramento. Les véhicules polyvalents capables de circuler sur la totalité du réseau, basculait leurs alimentations soit en 600 soit en 1 200 V.
L'électrification de haute qualité souhaitée par la compagnie entraina la disparition de l'alimentation par trolley.

### La traversée de Suisun Bay
Le projet de pont.

Le Oakland, Antioch & Eastern a besoin de traverser la Baie de San Francisco entre West Pittsburg et Chipps Island, sur une distance de 790 m. À cause de l'important trafic maritime, le pont prévu doit être particulièrement haut. Les travaux sont lancés en 1912, mais devant leur coût et leur durée, la compagnie stoppe le chantier et décide de conserver son service de ferry qui ne devait être que temporaire.
Le service de ferry.

Le SN devient l'une des deux seules compagnies interurbaines à exploiter un ferry. Le premier ferry, baptisé Bridgit (une contraction de « Bridge It »), est en bois et mesure 57 m. Il est lancé en juillet 1913 à San Francisco. Le Bridgit est détruit par un incendie le 17 mai 1914.
La compagnie commande un nouveau ferry en acier au Lanteri Shipyard près de Pittsburg (CA). Pour gagner du temps, le Ramon est entièrement construit avec des plaques d'acier sans aucune courbe pour la coque. La superstructure ne comporte qu'un pont central enjambant les trois rangées de voies alimentées par trolley. Chaque voie peut accueillir trois voitures de voyageurs ou cinq wagons de marchandises. L'embarquement et de débarquement des voitures et des wagons se font indifféremment par la poupe ou la proue. Le moteur de seulement 600 cv a du mal à contrecarrer les vents violents et les courants de la baie. Le Ramon est retiré en 1954, après qu'une inspection de la Garde côtière détermine que la coque n'est plus conforme aux règles de sécurité. Il est détruit localement.

## Le réseau de nos jours
Certaines voies d'origines du Sacramento Northern sont toujours utilisées par l'Union Pacific Railroad ou par d'autres compagnies. Le BART utilise des droits de passages à Oakland et dans la région de Walnut Creek-Concord. Le Western Railway Museum possède et exploite une portion de 35 km, reliant les villes de Montezuma, Dozier, et Canon. Beaucoup de locomotives et wagons du SN font partie de la collection des musées de Western Railway Museum ou d'Orange Empire Railway Museum (Perris, California).
Des ponts déferrés du Northern Electric Railway sont visibles à Yuba City sur le Feather River, et à Sacramento sur l'American River.
L'Oakland Yard de Shafter fut détruit dans les années 1960.
Une portion de voie existe dans le comté rural de Solano County, au sud de Dixon, où elle croise l'autoroute 113. Cette ligne relie Collinsville à Robbin Road.

### sources
- Demoro, Harre (2008). Sacramento Northern. Wilton, CA.: Signature Press.
- Harrison, James H (2002). Sacramento Northern Gallery. Bellflower, CA.: Shade Tree Books.
- Trimble, Paul C. (2005). Sacramento Northern Railway. Charleston, South Carolina: Arcadia Publishing.  (ISBN 0-7385-3052-2).
- Groff, Garth G. (2006)."Sacramento Northern On-Line".
- Middleton, Wm. D. (1964, reprint 1975.). The Interurban Era. Milwaukee, WI.: Kalmbach Publishing.
- Middleton, Wm. D. (1964, reprint 1975.). The Time of the Trolley. Milwaukee, WI.: Kalmbach Publishing.
- Bay Area Electric Railroad Association (2006). "History of the Sacramento Northern Railway". Western Railway Museum.
- Swett, Ira. (Author and publisher Swett, now deceased, spent a lifetime producing publications about interurban railways nationwide. Some are available in the Library of Congress.). The Sacramento Northern Ry, Interurbans Press Special #9 (1949 & 51) and Special #26 (1971); Cars of Sacramento Northern, Interurbans Press Special #32(1963); Sacramento Northern Album, Interurbans Special #34 (1963). (These are probably the most complete and detailed reference materials available regarding the Sacramento Northern Railroad.). Glendale, California: Interurban Press.
- Demoro, Harre. (1972). Sacramento Northern Railway.. Philadelphia, PA.: National Railway Historical Society, Volume 37, No. 6..
- Demoro, Harre (1986). California's Electric Railways, Interurbans Special #100. Glendale, CA.: Interurban Press.
- Stanley, David, Moreau, Jefferey (2002). Central California Traction. Lompoc, CA.: Western Star Distributors..  (ISBN 1-930013-06-X)..
- Duke, David (2007). West Coast Interurbans.
- Hilton, George W. & Due, John F. (1960, 2000). The Electric Interurban Railways in America. Stanford, California: Stanford University Press.  (ISBN 0-8047-4014-3).